# Jerry Coker
Jerry Coker (South Bend (Indiana), 28 november 1932 – Knoxville (Tennessee), 14 januari 2024)  was een Amerikaanse jazzklarinetist, tenorsaxofonist, auteur en pedagoog.
Coker studeerde aan Indiana University, daarnaast speelde hij (begin jaren 50) tenorsaxofoon in de Fred Dale Big Band. In 1953 onderbrak hij zijn studie om lid van het orkest van Woody Herman te worden. In die tijd speelde hij ook in de groep van Nat Pierce en Dick Collins, en in de groep The Herdsman met Cy Touff en Ralph Burns (1954). Later werkte hij in het septet van Mel Lewis (1956) en met andere musici van de West Coast Jazz. Verder werkte hij als freelance. In de tweede helft van de jaren 50 maakte hij zijn eerste opnames onder eigen naam, in Bloomington (Indiana), San Francisco en Paris. 
Begin jaren 60 zette hij zijn studie voort, halverwege dat decennium werd hij docent aan Indiana University. In 1976/77 leidde hij het Duke Jazz Ensemble aan Duke University. Later gaf hij ook les aan de University of Miami, North Texas State University en aan de University of Tennessee. Hij schreef meerdere boeken over improvisatie, jazz-keyboard en jazzgeschiedenis. Tot zijn leerlingen behoorden o.a. Mark Egan, Don Rader en Mark Taylor.
Coker overleed op 14 januari 2024 op 91-jarige leeftijd.

## Discografie (selectie)
- Modern Music from Indiana University (Fantasy Records, 1955)
- A Re-Emergence (Revelation Records, 1983)
- Rebirth (Revelation, 1984)

## Publicaties
- Patterns for Jazz - For Bass Clef Instruments.  Miami, Warner Brothers. ISBN 0769230172
- Patterns for Jazz -- A Theory Text for Jazz Composition and Improvisation: Treble Clef Instruments Warner 2002 ISBN 9780898987034
- Listening to Jazz. Englewood Cliffs. Prentice Hall 1978
- The Jazz Idiom. Englewood Cliffs. Prentice-Hall. 1975.
- Jerry Coker's Jazz Keyboard Alfred Publishing Company 1984-05 ISBN 0769233236
- Jerry Coker's Complete Method for Improvisation: For All Instruments (CD included) Alfred Publishing Company 1997-11 ISBN 0769218563
- Elements of the Jazz Language for the Developing Improvisor. Alfred Publishing Company 1997-02 ISBN 157623875X
- A Guide to Jazz:  Composition and Arranging. Rottenburg, Advance Music